# Сиротинкин, Василий Иванович
Василий Иванович Сиротинкин (29 декабря 1923, с. Высокое, Рязанская губерния — 9 августа 2008, Санкт-Петербург) — участник Великой Отечественной войны, генерал-майор (1975). Герой Советского Союза (1944).

## Биография
Василий Иванович Сиротинкин родился 29 декабря 1923 года в селе Высокое в крестьянской семье. Окончил 2 курса Шацкого педагогического училища. В ноябре 1941 года призван в РККА. В феврале 1942 года окончил Ташкентские радиотелеграфические курсы младших лейтенантов.

### На Великой Отечественной войне

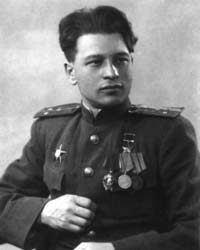
Гвардии старший лейтенант
В. И. Сиротинкин. 1944 год

На фронтах Великой Отечественной войны с февраля 1942 года. Начальник рации воздушно-десантной бригады. Воевал на Юго-Западном, Сталинградском и 3-м Украинском фронтах. Прошёл путь от командира отделения до заместителя командира стрелкового батальона по политической части.
Заместитель командира батальона по политической части 120-го гвардейского стрелкового полка 39-й гвардейской стрелковой дивизии 8-й гвардейской армии 3-го Украинского фронта гвардии лейтенант Сиротинкин В. И. в ночь на 24 октября 1943 года в числе первых переправился через реку Днепр южнее города Днепропетровска. Батальон с ходу вступил в бой и захватил выгодный рубеж. В течение суток группа из 22 добровольцев отбила до 10 контратак противника и обеспечила форсирование реки батальоном.
Звание Героя Советского Союза присвоено 19 марта 1944 года (медаль № 7672).
С марта 1944 года В. И. Сиротинкин комсорг запасного стрелкового полка. С октября 1945 года — помощник начальника политотдела по комсомолу курсов усовершенствования офицеров пехоты.

### В послевоенное время
С февраля 1950 года старший преподаватель истории СССР Ленинградского военно-политического училища. С октября 1951 года преподаватель истории СССР курсов по подготовке лейтенантов при Ленинградских курсах усовершенствования политсостава имени Энгельса. С мая 1952 года — преподаватель истории ВКП(б) высших офицерских лётно-тактических курсов ВВС СССР. С ноября 1953 года — адъюнкт кафедры истории КПСС высшего военно-педагогического института имени М. И. Калинина. С ноября 1956 лектор политотдела воздушной армии вЗакавказском военном округе.
В ракетных войсках СССР с декабря 1959 года, в Ленинградской военной инженерной академии имени А. Ф. Можайского: преподаватель, а с декабря 1960 года — старший преподаватель кафедры истории КПСС. В ноябре 1969 года назначен начальником кафедры истории КПСС и партийной политработы Военной артиллерийской академии имени М. И. Калинина. В 1975 году присвоено звание генерал-майора. Кандидат исторических наук, доцент.
В отставке с сентября 1986 года.
Умер 9 августа 2008 года в городе Санкт-Петербурге. Похоронен на кладбище посёлка Песочный (Санкт-Петербург).

## Награды и звания
- Звание Герой Советского Союза (Указ Президиума Верховного Совета СССР от 19 марта 1944 года):
  - орден Ленина,
  - медаль «Золотая Звезда» № 7672;
- орден Отечественной войны 1 степени[2];
- орден Красной Звезды[3];
- орден Красной Звезды[4];
- орден «За службу Родине в Вооруженных Силах СССР» III степени;
- медали СССР, в том числе:
  - медаль «За боевые заслуги»[5];
  - медаль «За оборону Сталинграда»[6];
  - медаль «За победу над Германией в Великой Отечественной войне 1941—1945 гг.»[7].